# Stanisław Sroka (polityk)

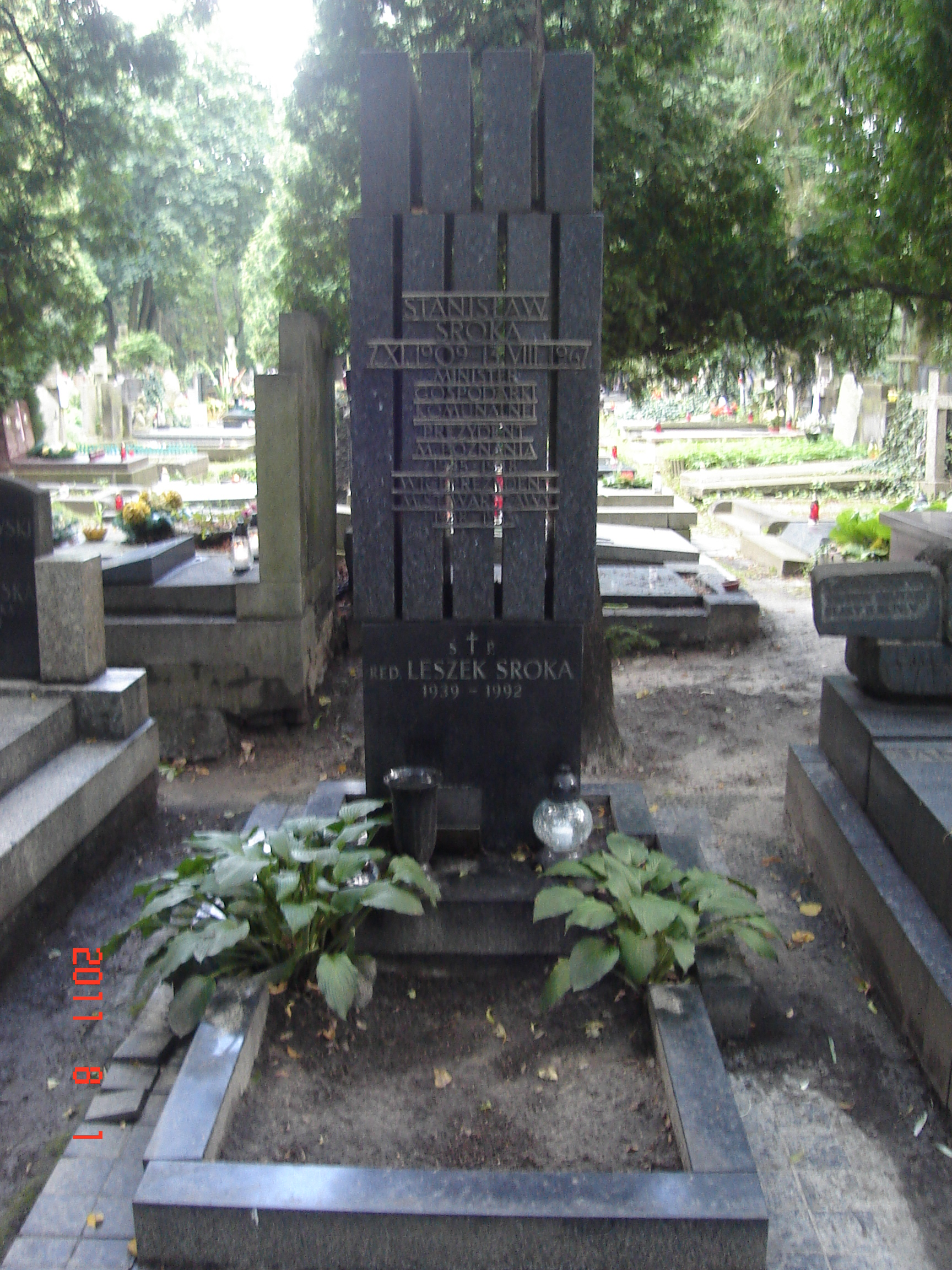
Grób Stanisława Sroki na cmentarzu Wojskowym na Powązkach w Warszawie

Stanisław Sroka (ur. 7 listopada 1909 w Poznaniu, zm. 13 sierpnia 1967 w Warszawie) – polski polityk, prawnik i ekonomista. Prezydent Poznania (1945–1948) i minister gospodarki komunalnej (1961–1967).

## Życiorys
Urodził się w robotniczej rodzinie Franciszka i Wiktorii z domu Bartkowskiej. W początkowym okresie życia wychowywał się w bardzo trudnych warunkach materialnych. Ukończył Gimnazjum św. Marii Magdaleny w Poznaniu (matura w 1929), następnie studiował na Wydziale Prawno-Ekonomicznym Uniwersytetu Poznańskiego (ukończony w 1936). Po studiach pracował w Izbie Rzemieślniczej w Poznaniu w charakterze kierownika referatu prawno-ekonomicznego, następnie zastępcy dyrektora Izby (1938–1939).
Będąc porucznikiem rezerwy brał udział w wojnie obronnej 1939, schwytany i uwięziony przez Niemców w obozie pod Kielcami. Zbiegł z obozu i wrócił do Poznania. W latach 1940–1942 pracował w Kaliszu, a następnie przedostał się do Generalnej Guberni. W celu uniknięcia wywiezienia do Niemiec, zmuszony był pracować w charakterze zwykłego urzędnika w zarządzie miejskim miasta Jędrzejowa.
W styczniu 1945 powrócił do Poznania. Od 8 marca 1945 do 16 grudnia 1948 był członkiem Polskiej Partii Robotniczej, a następnie - Polskiej Zjednoczonej Partii Robotniczej. Należał do egzekutywy komitetu miejskiego PPR w Poznaniu (od 1945) oraz komitetu warszawskiego (1948–1950), delegat na I i II Zjazd PPR oraz na Kongres Zjednoczeniowy. 31 stycznia 1945 powrócił do Poznania i został naczelnikiem Wydziału Organizacyjnego Urzędu Wojewódzkiego w Poznaniu.
16 lipca 1945, mając 36 lat, został przewodniczącym Miejskiej Rady Narodowej w Poznaniu (40 głosami za, 13 przeciwnymi i 7 wstrzymującymi się), a następnie od 26 marca 1947 do października 1948 prezydentem Poznania. Mimo planów zburzenia zamku cesarskiego w Poznaniu postanowił (po konsultacjach z Bolesławem Bierutem) pozostawić tę budowlę.
28 października 1948 został powołany na stanowisko wiceprezydenta Warszawy (od 23 maja 1950 zastępcy przewodniczącego prezydium Rady Narodowej miasta stołecznego Warszawy), urząd objął w grudniu 1948. 19 maja 1953 został podsekretarzem stanu (wiceministrem) w Ministerstwie Gospodarki Komunalnej, w latach 1957–1961 był kierownikiem resortu. 18 maja 1961 został powołany na stanowisko ministra gospodarki komunalnej i pełnił je do końca życia. Miał udział m.in. w budowie zbiornika wodnego i zapory w Goczałkowicach.
Był żonaty z Marią z domu Biesiada (1915–2016), miał dwóch synów: Andrzeja i Leszka (1939–1992) oraz córkę Elżbietę. 
Zmarł w Warszawie, pochowany w Alei Zasłużonych na cmentarzu Wojskowym na Powązkach (kwatera A23-tuje-14).

## Ordery i odznaczenia
- Order Sztandaru Pracy I (1964)[6]
- Order Sztandaru Pracy II klasy
- Krzyż Komandorski Orderu Odrodzenia Polski
- Krzyż Oficerski Orderu Odrodzenia Polski (1947)[7]
- Medal 10-lecia Polski Ludowej (1955)[8]
- Odznaka 1000-lecia Państwa Polskiego (1966)[9]
- Odznaka honorowa „Za Zasługi dla Warszawy” (1965)[10]